# Kosice Challenger II
Il Kosice Challenger II, noto come Exim Agmedia Open per ragioni di sponsorizzazione, è stato un torneo professionistico maschile di tennis giocato su campi in terra rossa. Faceva parte dell'ATP Challenger Series e l'unica edizione si è disputata nel 2003 al TK Anička Košice Košice, in Slovacchia.

## Albo d'oro

### Singolare
| Anno | Campione              | Finalista | Punteggio     |
| ---- | --------------------- | --------- | ------------- |
| 2003 | Rubén Ramírez Hidalgo | Tomáš Zíb | 6–3, 4–6, 6–4 |

### Doppio
| Anno | Campioni                      | Finalisti                              | Punteggio   |
| ---- | ----------------------------- | -------------------------------------- | ----------- |
| 2003 | Lucas Arnold Ker Mariano Hood | Salvador Navarro Rubén Ramírez Hidalgo | 2–1, ritiro |